# Meister Medienproduktion Bild und Ton
Geprüfter Meister Medienproduktion Bild und Ton (IHK) ist eine branchenorientierte Aufstiegsfortbildung der Industrie- und Handelskammern (IHK) für die audiovisuelle (AV) Medienwirtschaft. Die Fortbildung mit Meisterabschluss richtet sich an Führungskräfte und selbstständige Unternehmer der AV-Medienbranche. Inhaltliche Schwerpunkte sind Betriebsmanagement, bestehend aus Betriebsorganisation und -führung sowie Projektmanagement. Besonders das Führen und Anleiten von festen und freien Mitarbeitern sowie Projektteams steht hier im Vordergrund. Die Fortbildung wird von zertifizierten Bildungsträgern berufsbegleitend oder in Vollzeit angeboten.
Meister Medienproduktion Bild und Ton entwickeln technische Konzepte und planen und kalkulieren Projekte der AV-Produktion. Sie organisieren Arbeitsprozesse und behalten dabei gestalterische Erfordernisse und betriebswirtschaftliche Eckdaten im Blick. Sie leiten Projekt- und Arbeitsteams und übernehmen dabei nicht nur die technische und gestalterische Verantwortung, sondern auch die Ausbildungsverantwortung. In der Mittlerrolle zwischen den Hierarchieebenen, externen und internen Teammitgliedern und Gewerken und Fachrichtungen müssen sie kommunikativ und sozial kompetent sein.

## Inhalte der Aufstiegsfortbildung
1. Betriebsmanagement
a. Führung
b. Organisation
2. Projektmanagement
a. Projektvorbereitung
b. Projektrealisation
c. Projektabschluss
3. Arbeitspädagogik: Ausbildereignungsprüfung

## Voraussetzungen
Zur Prüfung zugelassen wird, wer eine Ausbildung zum Mediengestalter Bild und Ton oder Film- und Videoeditor erfolgreich abgeschlossen hat  und ein Jahr Berufserfahrung vorweisen kann. Alternativ können auch ein Abschluss in einem anderen gewerblich-technischen Beruf mit zwei Jahren Berufserfahrung, oder fünf Jahre Erfahrung in Bild- und Tonproduktion als Zulassungsvoraussetzung anerkannt werden.

## Förderung
Der Lehrgang kann nach dem AFBG (sog. “Aufstiegs-BAföG”) gefördert werden, der damit verbundene staatliche Zuschuss beträgt bis zu 64 % der Gesamtkosten. Je nach Anbieter besteht die Möglichkeit, den Kurs als Vollzeitangebot mit einem Bildungsgutschein vollständig zu finanzieren.